# Луда (Архангельська область)
Луда (рос. Луда) — присілок в Приморському районі Архангельської області Російської Федерації.
Населення становить 91 особу. Входить до складу муніципального утворення Пертоминське поселення.

## Історія
Від 2004 року входить до складу муніципального утворення Пертоминське поселення.

## Населення
| 2002 | 2010 | 2012 |
| ---- | ---- | ---- |
| 111  | ↘74  | ↗91  |